# Сони (село)
Сони (яп. 曽爾村 Сони-мура) — село в Японии, находящееся в уезде Уда префектуры Нара. Площадь села составляет 47,84 км², население — 1646 человек (1 августа 2014), плотность населения — 34,41 чел./км².

## Географическое положение
Село расположено на острове Хонсю в префектуре Нара региона Кинки. С ним граничат города Уда, Набари, Цу и сёла Мицуэ, Хигасиёсино.

## Население
Население села составляет 1646 человек (1 августа 2014), а плотность — 34,41 чел./км². Изменение численности населения с 1980 по 2005 годы:
| 1980 | 3083 чел. |  |
| 1985 | 2975 чел. |  |
| 1990 | 2743 чел. |  |
| 1995 | 2645 чел. |  |
| 2000 | 2472 чел. |  |
| 2005 | 2193 чел. |  |

## Символика
Деревом села считается криптомерия, цветком — рододендрон, птицей — Zosterops japonicus.